# Cataleptoneta sengleti
Espèce
Synonymes
- Paraleptoneta sengleti Brignoli, 1974

Cataleptoneta sengleti est une espèce d'araignées aranéomorphes de la famille des Leptonetidae.

## Distribution
Cette espèce est endémique en Crète.

## Publication originale
- Brignoli, 1974 : Araignées de Grèce VIII. Quelques Leptonetidae de la Laconie et de l'île de Crète (Arachnida, Araneae). Annales de Spéléologie, vol. 29, no 1, p. 63-70.